# Ovča
Ovča (izvirno srbsko Овча) je naselje v Srbiji, ki upravno spada pod Občino Palilula; slednja pa je del Mesta Beograd.

## Demografija
V naselju živi 2059 polnoletnih prebivalcev, pri čemer je njihova povprečna starost 39,9 let (38,9 pri moških in 40,9 pri ženskah). Naselje ima 785 gospodinjstev, pri čemer je povprečno število članov na gospodinjstvo 3,27.
Prebivalstvo je večinoma nehomogeno.
|  |

| Demografija | Demografija     | Demografija     |
| Leto        | Št. prebivalcev | Št. prebivalcev |
| ----------- | --------------- | --------------- |
|             |                 |                 |
|             |                 |                 |
|             |                 |                 |
|             |                 |                 |
| 1948        | 1950            |                 |
| 1953        | 1767            |                 |
| 1961        | 2926            |                 |
| 1971        | 3381            |                 |
| 1981        | 2530            |                 |
| 1991        | 2444            | 2312            |
| 2002        | 2614            | 2567            |
|             |                 |                 |

| Etnična sestava po popisu iz leta 2002 | Etnična sestava po popisu iz leta 2002 | Etnična sestava po popisu iz leta 2002 | Etnična sestava po popisu iz leta 2002 | Etnična sestava po popisu iz leta 2002 |
| -------------------------------------- | -------------------------------------- | -------------------------------------- | -------------------------------------- | -------------------------------------- |
| Srbi                                   | Srbi                                   |                                        | 1.642                                  | 63,96%                                 |
| Romuni                                 | Romuni                                 |                                        | 705                                    | 27,46%                                 |
| Romi                                   | Romi                                   |                                        | 35                                     | 1,36%                                  |
| Jugoslovani                            | Jugoslovani                            |                                        | 22                                     | 0,85%                                  |
| Makedonci                              | Makedonci                              |                                        | 16                                     | 0,62%                                  |
| Muslimani                              | Muslimani                              |                                        | 7                                      | 0,27%                                  |
| Madžari                                | Madžari                                |                                        | 7                                      | 0,27%                                  |
| Hrvati                                 | Hrvati                                 |                                        | 6                                      | 0,23%                                  |
| Črnogorci                              | Črnogorci                              |                                        | 5                                      | 0,19%                                  |
| Rusini                                 | Rusini                                 |                                        | 5                                      | 0,19%                                  |
| Goranci                                | Goranci                                |                                        | 5                                      | 0,19%                                  |
| Rusi                                   | Rusi                                   |                                        | 3                                      | 0,11%                                  |
| Slovenci                               | Slovenci                               |                                        | 2                                      | 0,07%                                  |
| Nemci                                  | Nemci                                  |                                        | 2                                      | 0,07%                                  |
| Albanci                                | Albanci                                |                                        | 2                                      | 0,07%                                  |
| Bolgari                                | Bolgari                                |                                        | 1                                      | 0,03%                                  |
| Neznano                                | Neznano                                |                                        | 94                                     | 3,66%                                  |